# Zachata

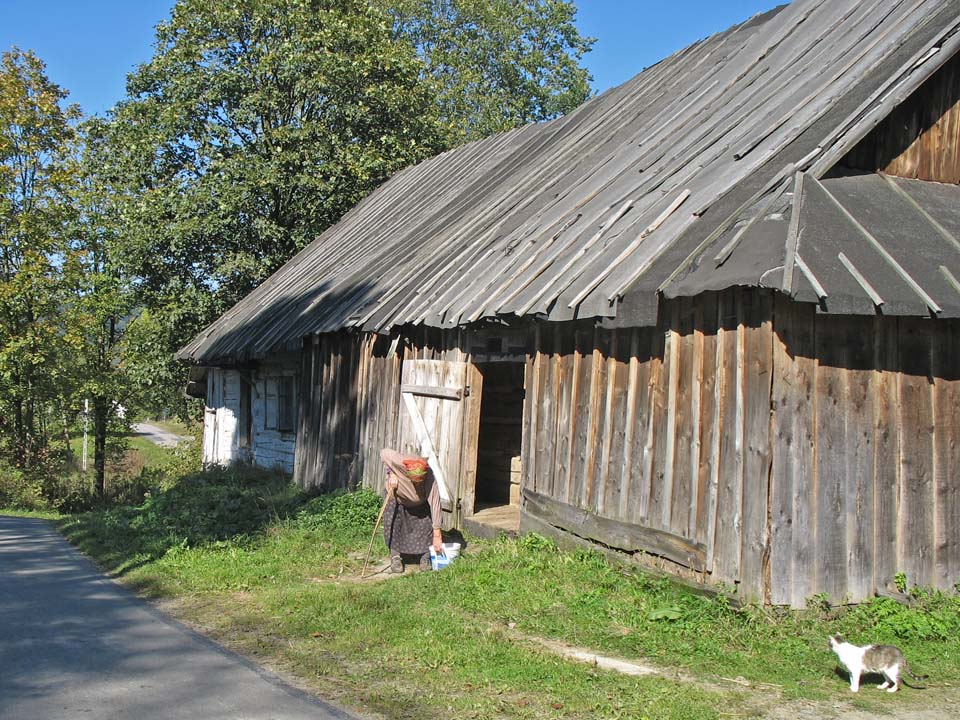
Chyża z zachatą w Nowicy

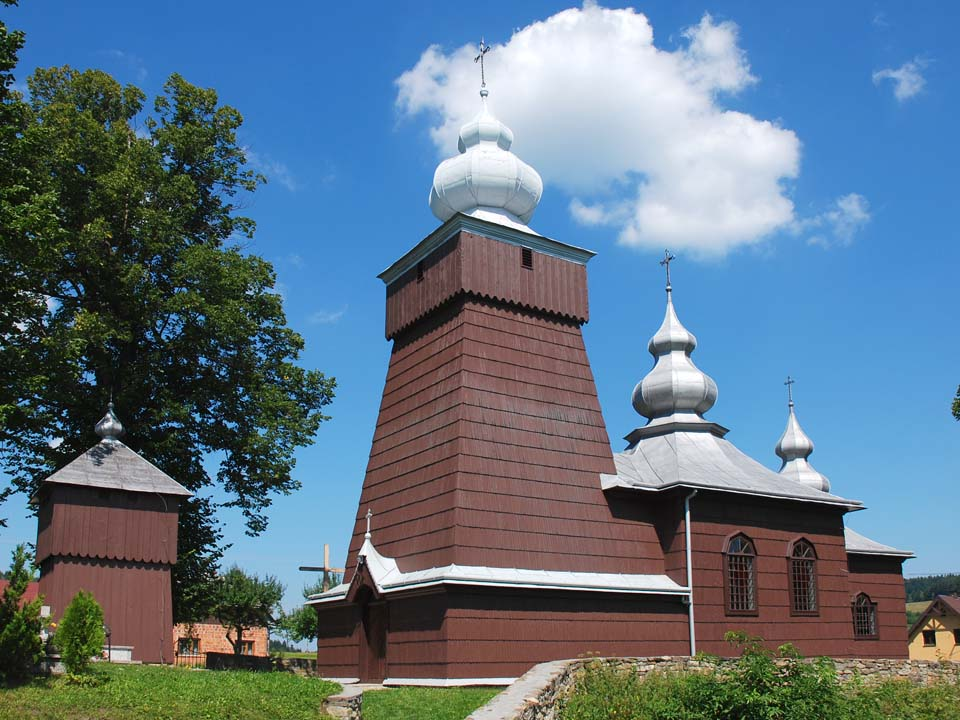
Cerkiew z zachatą w Piorunce

Zachata – dodatkowa przestrzeń, uzyskana w wyniku postawienia pod szerokim okapem, przy ścianach części mieszkalnej chyży lekkich ścianek z desek. Przechowywano tam słomę lub siano, co dodatkowo ocieplało budynek. Nieliczne budynki z zachatą spotkać można we wsiach łemkowskich na terenie Beskidu Niskiego.
Taka forma przybudówki występuje także przy wieżach dawnych cerkwi łemkowskich. Przykładem może być cerkiew w Piorunce. W konstrukcji tej cerkwi zwraca uwagę ciekawy szczegół. Wieża ma wyjątkowo pochyłe ściany, co sprawia, że szerokość wieży u podstawy – łącznie z zachatą – jest równa szerokości nawy.